# Phalsbourg
Phalsbourg, ou na sua forma aportuguesada "Phalsburgo", é uma comuna francesa na região administrativa de Grande Leste, no departamento de Mosela. Estende-se por uma área de 13,15 km². Em 2010 a comuna tinha 4 978 habitantes (densidade: 378,6 hab./km²).